# Djurdjura
Djurdjura o Jurjura (amazic: ⴵⴻⵕⴵⴻⵕ, Ǧerǧer) és una cadena muntanyosa a la Cabília (Algèria). Forma part del Parc Nacional de Djurdjura. Té uns 60 km i és a l'Atlas o Tell algerià. Els cim més alts són el Djabal Haizer (2.133 metres), Djabal Akjouker (2.305 metres) i Tamgout (que vol dir ‘cim’ en amazic, 2.308 metres). Hi ha diversos poblets fins a 1.150 metres al nord i 1.350 metres al sud, on es parla únicament amazic. Els colls principals en són el Tizi n-Kuilal de 1.636 metres i el Tizi n-Tighourde, de 1.760 metres.
Fou visitada per Ibn Battuta quan anava cap a Béjaïa. Els amazics zouaoua d'aquesta regió foren reclutats pels francesos i van formar el nucli inicial del que després foren els zuaus (zouaves).
Hi ha una estació d'esquí anomenada Tikjda.
|  |  |  |